# Aniversário de Cheryl
O problema do Aniversário de Cheryl é um problema matemático que viralisou após ser aplicado em uma olimpíada de conhecimento em Cingapura para alunos de 14 anos. 

## Origem
Uma versão desse problema, com outros nomes e outras datas, surgiu em um fórum online em 2006.
A versão da Singapore and Asian Schools Math Olympiad (SASMO) apareceu em uma publicação do Facebook pelo apresentador Kenneth Kong em 10 de abril de 2015 e se tornou viral. Kong publicou o problema e pensou, equivocadamente, que era um problema para crianças de 10 a 11 anos, enquanto, na realidade, era para estudantes de 14 anos.
Henry Ong, diretor do exame nacional de Cingapura, afirmou que é uma pergunta difícil com o intuito de selecionar os melhores alunos do quinto ano do ensino fundamental.

## Enunciado
Albert e Bernard são os novos amigos de Cheryl, e eles querem saber quando é o aniversário dela. Cheryl dá a eles uma lista de 10 possíveis datas:
Cheryl, então, diz a Albert e Bernard, separadamente, o mês e o dia do seu aniversário, respectivamente.
Albert: "Eu não sei quando é o aniversário de Cheryl, mas eu sei que Bernard não sabe também".
Bernard: "No começo eu não sabia quando é o aniversário de Cheryl, mas agora eu sei".
Albert: "Então eu também sei quando é o aniversário de Cheryl."
Afinal, quando é o aniversário de Cheryl?

## Resolução
| Maio | Junho | Julho | Agosto |
| ---- | ----- | ----- | ------ |
|      |       | 14    | 14     |
| 15   |       |       | 15     |
| 16   |       | 16    |        |
|      | 17    |       | 17     |
|      | 18    |       |        |
| 19   |       |       |        |

Albert: "Eu não sei quando é o aniversário de Cheryl, mas eu sei que Bernard não sabe também".
Albert, que sabe o mês, afirma que Bernard não sabe qual é a data de aniversário de Cheryl. Como Bernard, que recebe apenas o dia, não sabe a data, é possível afirmar que o mês que Albert ouviu de Cheryl é um mês que não possui datas com dias únicos, como é o caso de 19 de maio e 18 de junho.
| Julho | Agosto |
| ----- | ------ |
| 14    | 14     |
|       | 15     |
| 16    |        |
|       | 17     |

Bernard: "No começo eu não sabia quando é o aniversário de Cheryl, mas agora eu sei".
Depois da afirmação de Albert, Bernard afirma que agora sabe qual é a data de aniversário. Então, o dia que ele ouviu não pode ter sido 14, uma vez que há 14 de julho e 14 de agosto e ele não conseguiria determinar qual é a data correta.
Logo, sobram três possíveis datas: 16 de julho, 15 de agosto e 17 de agosto.
| Julho | Agosto |
| ----- | ------ |
|       | 15     |
| 16    |        |
|       | 17     |

Albert: "Então eu também sei quando é o aniversário de Cheryl."
Para Albert saber a resposta, depois de ouvir a afirmação de que Bernard sabe a resposta, a única data possível é dia 16 de julho, pois, se Albert tivesse ouvido que era Agosto, ainda haveria duas respostas possíveis (15 e 17 de agosto) e Bernard não seria capaz de afirmar que ele sabia a resposta.
| Julho |
| ----- |
| 16    |

Logo, a resposta correta é 16 de julho, o aniversário de Cheryl.